# Chlorophytum pubiflorum
Chlorophytum pubiflorum är en sparrisväxtart som beskrevs av John Gilbert Baker. Chlorophytum pubiflorum ingår i släktet ampelliljor, och familjen sparrisväxter. Inga underarter finns listade i Catalogue of Life.